# スト・ノヤン
スト・ノヤン（モンゴル語: Sutu noyan、生没年不詳）は、モンゴル帝国に仕えたコンゴタン氏出身の千人隊長の一人。『集史』などのペルシア語史料ではسوتو نویان(Sūtū nūyān)と記される。

## 概要
チンギス・カンに仕えたコンゴタン族長モンリク・エチゲの息子として生まれ、兄にはココチュ（テプ・テングリ）、トルン・チェルビ、スイケトゥ・チェルビ、ダイル（諸説あり）らがいた。
スト・ノヤンはモンリク・エチゲの息子達の中でもほとんど記述がなく、『モンゴル秘史』には名前さえ記されていない。一方、『集史』には左翼9番目の千人隊長として名前が記されている。
『モンゴル秘史』の第244-246節には「モンリク・エチゲの七人の息子達」が長男のココチュ（テプ・テングリ）を筆頭に増長し、ジョチ・カサルやテムゲ・オッチギンといったチンギス・カンの弟達に不遜な態度をとったことが記されているが、この「モンリク・エチゲの七人の息子達」の一人がスト・ノヤンであると考えられている。

## コンゴタン氏モンリク家
- モンリク・エチゲ（Mönglik Ečige ＞蒙力克額赤格/ménglìkè échìgé,منکلیک یجیکه/Munklīk Ījīka）
  - ココチュ＝テブ・テングリ（Kököčü ＞闊闊出/kuòkuòchū,کوکجو/Kūkajū）
    - キプチャク（Qibčaq ＞قبچاق/Qibchāq）

  - トルン・チェルビ（Tulun Čerbi ＞脱欒扯児必/tuōluán chĕérbì,تولون چربی/Tūlūn Cherbī）
    - バイバク（Baibaq ＞伯八/bǎibā）
      - バラク（Baraq ＞八剌/bālà）
        - アドゥーチ（Adūči ＞何都兀赤/hédōuwùchì）

      - ブラルキ（Buralqi ＞不蘭奚/bùlánxī）

  - スイケトゥ・チェルビ（Süyiketü Čerbi ＞速亦客禿扯児必/sùyìkètū chĕérbì,سوکتو چربی/Sūkātū Cherbī）
  - スト・ノヤン（Sutu noyan ＞سوتو نویان/Sūtū Nūyān）
  - ダイル（Dayir ＞荅亦児/tàyìér,دایر/Dāīr）
    - ハラカト・ノヤン（Halaqato noyan ＞هلقتو نویان/Halaqatū Nūyān）